# Uruk-Hai (austriacki zespół muzyczny)
Uruk-Hai – austriacka grupa muzyczna, powstała w 1999 roku z inicjatywy Alexandra Wiesera, występującego pod pseudonimem „Hugin”. Grupa wykonuje muzykę ambientową. Nazwa grupy wzięła nazwę od dema grupy Hrossharsgrani, której członkiem jest Wieser, jak również z mitologii Śródziemia J.R.R. Tolkiena. Pierwsze demo grupy, In Durin Halls, to oryginalnie demo grupy Hrossharsgrani, tylko zmieniono nazwę. Do maja 2010 grupa ma na koncie 81 różnych wydawnictw muzycznych.

## Aktualny skład grupy
- Alexander „Hugin” Wieser – syntezatory, wokal, programowanie perkusji

### Muzycy sesyjni
- Hildr Valkyrie – wokal
- Pr. Sergiy – wokal (Moloch)
- Neuf – wokal

### Gościnnie
- Bart Piette (Dead Man’s Hill, Solid Grey)
- Els
- Chris Huber
- Christoph Ziegler (Vinterriket)
- Dimo Dimov (Svarrogh)

## Dyskografia
| - Elbentanz (2003) - A Night in the Forest (2004) - Barbarians (Orcish Battle Hymns Pt.II) (2004) - Quenta Sillmarillion (2004) - The Battle (2005) - Dragons of War (2005) - War Poems (2005) - Northern Lights (2005) - A Vikings Journey (2006) - Across The Misty Mountains (...Far, Far Away) (2006) - Tawantinsuyu (2006) - Lothlorien (2006) - Lost Songs from Middle Earth(2008) - Black Blood, White Hand (2009) - March to War (2010) - In Durin Halls (1999) - Elbenwald (2000) - Orcish Battle Hymns (2000) - Uber die Nebelberge weit (2000) - Darkness (2001) - Gone with the Wind (2001) - Battle-Magic (2004) - Ea (2004) - Elbenmacht (2004) - Honour (2004) - Long Forgotten Tales (2004) - Upon the Elysian Fields (2004) - Nazgul (2004) - Enslaved in Evil Darkness (2005) - Songs from the Woods (2005) - War Poems (Orcish Battle Hymns Pt. III) (2005) - Valkyrian Romance (2006) - A Dark Force Shines Golden (2009) - After the War ( Orcish Battle Hymns Pt. IV) (2009) - At the End of the First Age (2009) - Balrog (2009) - Die Festung (2009) - Morgoth (2009) - Elbentraum (2010) - Death Is Just Another Path (2010) - Lebenin (2009) - Lebensende:Winter (2010) | - Schall Und Rauch / Infernal Winter 666 (z Grimthorn, 2000) - Melancholie eines Herbstes in drei Akten (z Svarrogh, Rubixx! Project i Arkillery, 2004) - Arkillery/Uruk-Hai (z Arkillery, 2004) - Land of the Shadow (z Woodland's Edge, 2004) - Of Gleaming Swords in the Land of the North (z Arkillery, 2004) - Nazgul / Landschaften Ewiger Einsamkeit (z Vinterriket, 2004) - Valhall / Assuage My Tristful Soul (z Abandoned, 2005) - -2- (z Vinterriket, 2005) - Ira Deorum Obliviorum (z Vinterriket i Nak' Kiga, 2006) - To Whatever End / Enslaved in Evil Darkness (z Valar, 2006) - Uruk-Hai / Symbiosis (z Symbiosis, 2006) - The first evil spell... (z Hrossharsgrani, Bonemachine, Hrefnesholt i Elisabetha, 2007) - Khvorost (z Luten, Moloch i Ad Noctum, 2007) - The Dark Force Shines Golden / Dreams of the Ancient Stone (z Saltvind, 2008) - Vereint durch die Kraft uralter Wälder (z Moloch, 2008) - Nachtkrieg (z Forgotten Land, 2009) - Zeitzeichen (z Draumar, 2009) - Orcrist/Uruk-Hai (z Orcrist, 2009) - Uruk-Hai / Funeral Fornication (z Funeral Fornication, 2010) - Quenta Silmarillion Pt.2 / Dunklmoos (z Hrefnesholt, 2010) - Under the White Hands Flag / Oiglsate Tulek (z Bestia, 2010) - Gil-Galad / Bounded by Blood (z Hugin, 2010) - Dragon War / Suremise Teine Tee (z Bestia, 2010) - Nachtschwarze Momente / The Uruk Hai (z Vinterriket, 2010) - Quenta Silmarillion Pt.1 / Furchtelmandln (z Hrefnesholt, 2010) - The long grey Road / Valkyrian Romance (z Hrossharsgrani, 2010) - Gestalten, Berge & Wälder (z Walpurgi, 2010) - Sieghetnar / Uruk-Hai (z Sieghetnar, 2010) - Battle Yells (2003) - Blutreich (2005) - The Battle & A Viking Journey (2006) - Ein Zeitzeichen von Lebenin (2009) - Angband (Metal Fortress) (2010) - Thousand lightnings strike (2003) - My Favourite (2007) - Mystic (2009) - Orkstahl (2009) - Enter Mordor (VCD, 2010) - The Misty Mountains (2006) |